# FIREHOSE
I fIREHOSE furono un gruppo alternative rock formato nel 1986 da Mike Watt (basso, voce), Ed Crawford (chitarra, voce), e George Hurley (batteria).

## Storia
Il gruppo si formò dopo che la morte del cantante/chitarrista D. Boon portò allo scioglimento dei Minutemen, gruppo nel quale militavano anche Watt e Hurley. Questi ultimi si unirono all'allora ventiduenne Crawford, chitarrista e fan dei Minutemen. Il nome del gruppo deriva da una frase contenuta in una canzone di Bob Dylan, Subterranean Homesick Blues: "...Better stay away from those that carry around a fire hose..." . Il gruppo realizzerà cinque album e due EP prima di sciogliersi nel 1994.

## Discografia
Album in studio
- 1986 - Ragin', Full On (SST Records)
- 1987 - If'n (SST Records)
- 1989 - fROMOHIO (SST Records)
- 1991 - Flyin' the Flannel (Columbia Records)
- 1993 - Mr. Machinery Operator (Columbia Records)

EP
- 1988 - Sometimes (EP, SST Records)
- 1992 - Live Totem Pole (EP, Columbia Records)

Singoli
- 1994 - Big Bottom Pow Wow (singolo promozionale, Columbia Records)
- 1995 - Red & Black (live, singolo, Sony)